# Carte Presto

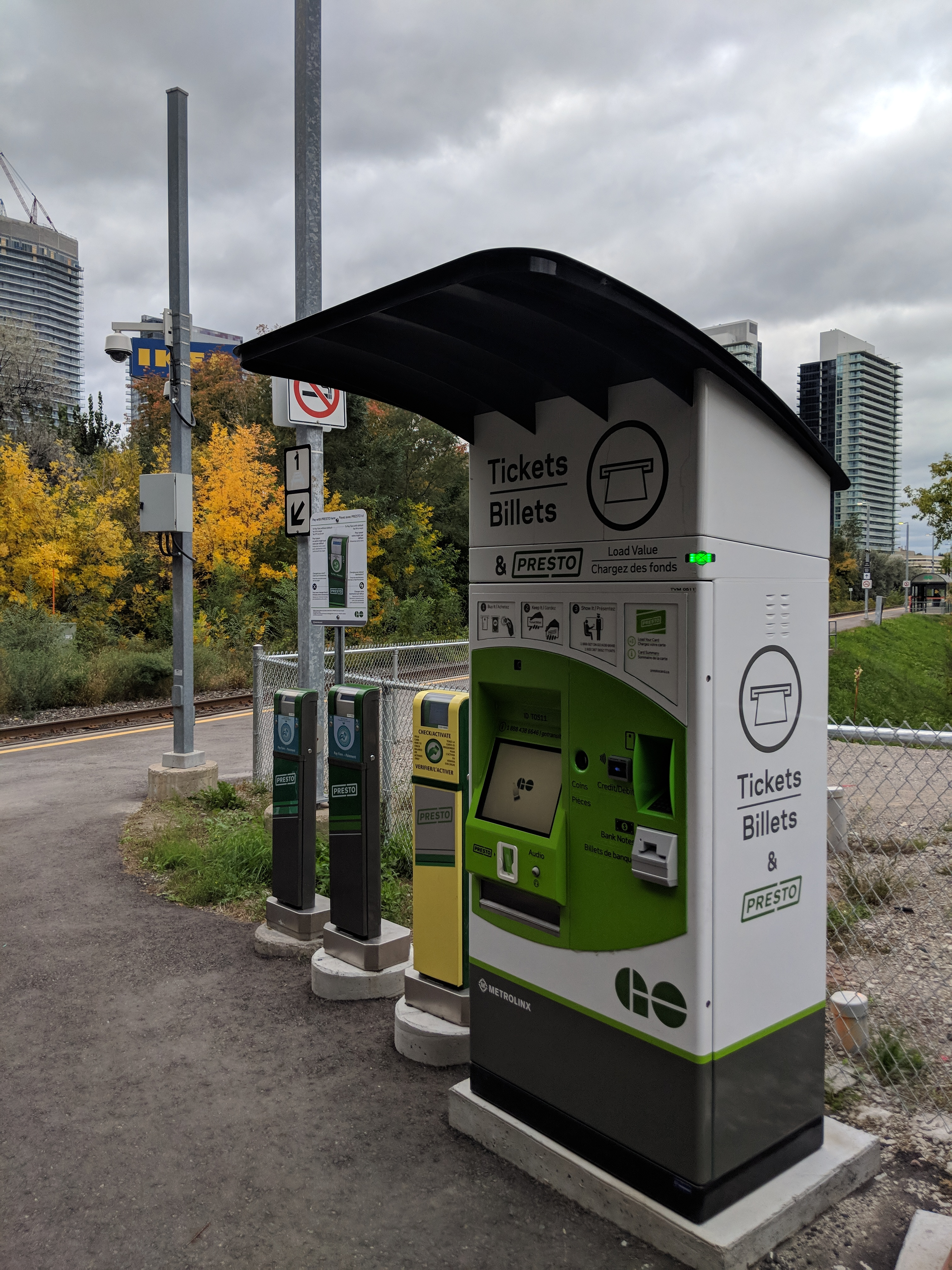

La carte Presto est une carte à puce sans contact qui sert de titre de transport et de support de paiement, utilisée dans les réseaux de transport public participants dans la province de l'Ontario, au Canada, à savoir dans le Grand Toronto, à Hamilton et à Ottawa. Les premiers valideurs Presto ont été déployés dans le cadre d'une expérimentation du 25 juin 2007 au 30 septembre 2008. La généralisation a débuté en novembre 2009 à travers les stations et gares et véhicules de onze réseaux de transport. Presto est une division opérationnelle de Metrolinx, l'autorité gouvernementale de l'Ontario qui gère et intègre le transport routier et public dans le Grand Toronto. 